# Oliveira (Póvoa de Lanhoso)
Oliveira ist ein Ort und eine ehemalige Gemeinde (Freguesia) im Norden Portugals.
Oliveira gehört zum Kreis Póvoa de Lanhoso im Distrikt Braga. Die Gemeinde hatte eine Fläche von 5 km² und 400 Einwohner (Stand 30. Juni 2011).
Am 29. September 2013 wurden die Gemeinden Oliveira und Fonte Arcada zur neuen Gemeinde União das Freguesias de Fonte Arcada e Oliveira zusammengeschlossen.